# Asclepias grandirandii
Asclepias grandirandii är en oleanderväxtart som beskrevs av Goyder. Asclepias grandirandii ingår i släktet sidenörter, och familjen oleanderväxter. Inga underarter finns listade i Catalogue of Life.